# Marcos Tumura
Marcos Aurélio Tumura (Curitiba, 9 de março de 1968 – São Paulo, 18 de maio de 2017) foi um ator e cantor brasileiro. Ao longo de três décadas de carreira participou de trabalhos no teatro e TV. 

## Carreira
Natural de Curitiba com ascendência ítalo-japonesa, Tumura começou como dançarino do Teatro Guaíra fazendo teatro com as peças Rent e Aí Vem o Dilúvio. Esteve muitas vezes no elenco dos musicais de Claudia Raia. Em 2001, foi escolhido para representar em Les Misérables o papel principal, vencendo 200 candidatos.
Tumura fez grandes musicais como A Bela e a Fera, O Fantasma da Ópera, Miss Saigon, Cabaret, Crazy For You e Raia 30 e Forever Young. Em 2007 abriu sua própria produtora, Tumura Produções, ao lado do amigo Fred Sposito.
Na TV ficou mais conhecido como o vilão Salazar do seriado Patrulha Salvadora. Tumura, além de ator e cantor foi diretor, coreógrafo, figurinista e mestre de cerimônias.
Morreu aos 49 anos, vítima de infarto agudo do miocárdio, em 17 de maio de 2017, em São Paulo, após passar mal ao jogar voleibol com os amigos.

## Filmografia

### Televisão
- Negócio da China.... Beto
- Toma Lá, Dá Cá.... Antônio
- Ti Ti Ti.....Vicky
- Patrulha Salvadora......Salazar/Faraó
- Sol Nascente.....Massao
- Sítio do Picapau Amarelo....Takeshi-San/Kappa

### Teatro
- Rent, tempos de amor
- Les Misérables
- A Bela e a Fera
- O Fantasma da Ópera
- Miss Saigon
- Cabaret
- Crazy For You
- Raia 30
- Forever Young

### Cinema
- O Grilo Feliz e os Insetos Gigantes.... Verdugo (voz)